# Weißenbrunn (Leinburg)

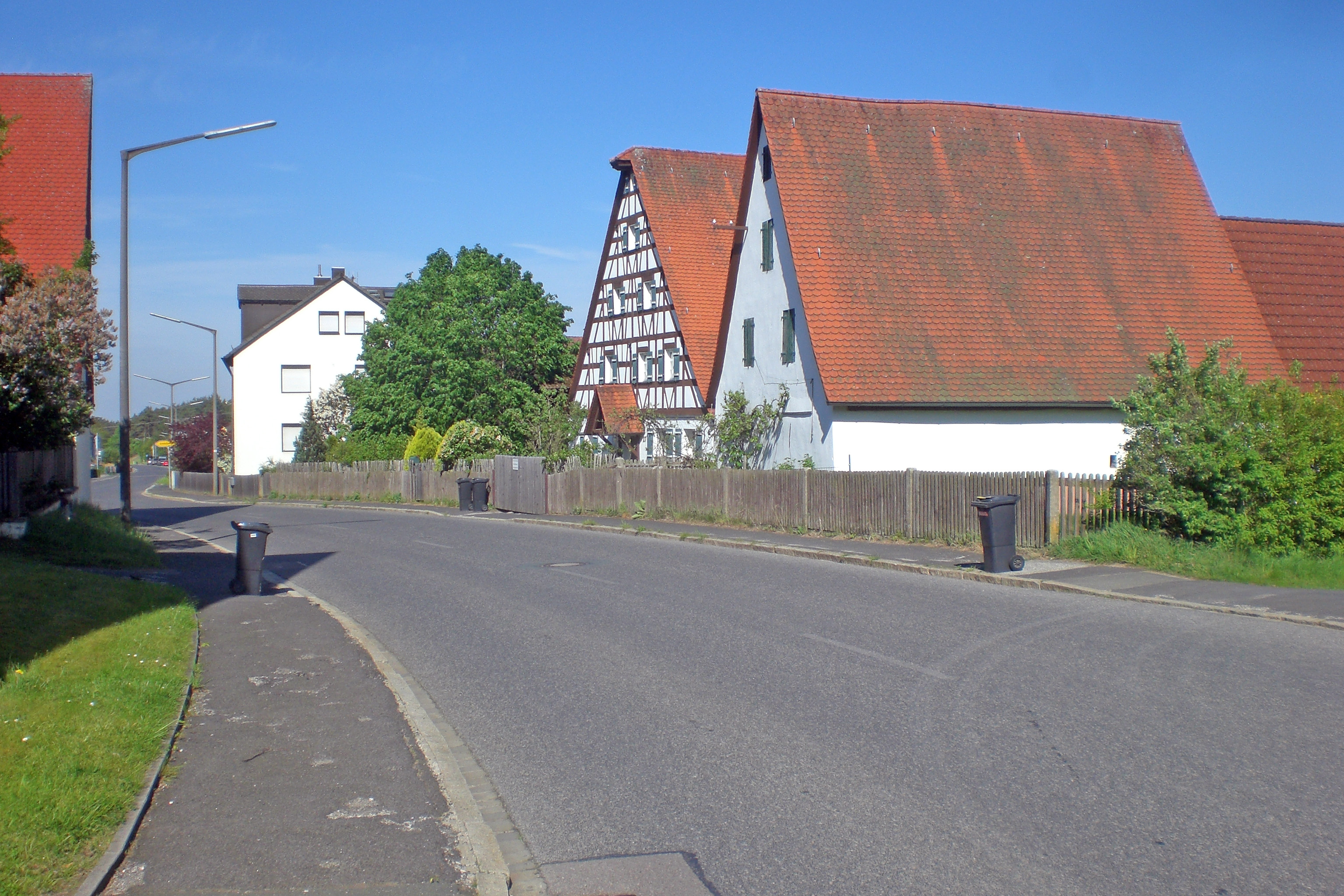
Ortsstraße in Weißenbrunn (2024)

Weißenbrunn ist ein Gemeindeteil der Gemeinde Leinburg im Landkreis Nürnberger Land (Mittelfranken, Bayern). Die Gemarkung Weißenbrunn hat eine Fläche von 6,895 km². Sie ist in 2127 Flurstücke aufgeteilt, die eine durchschnittliche Flurstücksfläche von 3241,81 m² haben. In ihr liegen neben dem namensgebenden Ort die Gemeindeteile Ernhofen und Winn.

## Geografie
Das Dorf wird vom Bachlauf des Berglesgraben durchzogen. Im Osten ist der Balcherranken, ein bewaldeter Anstieg zu einer Hochfläche der Hersbrucker Alb. Im Westen grenzt der Staatsforst Leinburg an mit dem Naturschutzgebiet Flechten-Kiefernwälder südlich Leinburg. Die Kreisstraße LAU 6 führt zur Staatsstraße 2240 (1 km westlich) bzw. nach Klingenhof (2 km östlich). Eine Gemeindeverbindungsstraßen führt nach Oberhaidelbach zur St 2404 (2,5 km nordwestlich) bzw. nach Ernhofen (1,3 km südlich). In Richtung Oberhaidelbach gibt es eine Abzweigung nach Winn.

## Geschichte
Der Ort wurde im 13. Jahrhundert erstmals urkundlich erwähnt. Etwa einen halben Kilometer nördlich von Weißenbrunn hatte im Mittelalter eine als „Balgern“ bezeichnete Ortschaft existiert, die 1360 noch aus sechs Gütern bestand. Im Jahr 1509 wurde berichtet, dass der Ort zu einer Wüstung geworden war.
Mit dem Gemeindeedikt (frühes 19. Jahrhundert) wurde der Steuerdistrikt Weißenbrunn gebildet. Zu diesem gehörten Ernhofen, Oberwellitzleithen, Röthenbach, Unterwellitzleithen und Winn. Zugleich entstand die Ruralgemeinde Weißenbrunn, zu der Ernhofen und Winn gehörten. Sie unterstand in Verwaltung und Gerichtsbarkeit dem Landgericht Altdorf. Im Zuge der Gebietsreform in Bayern wurde Weißenbrunn am 1. Mai 1978 nach Leinburg eingemeindet.

## Einwohnerentwicklung der ehemaligen Gemeinde Weißenbrunn
| Jahr          | 1910 | 1933 | 1939 | 1961 | 1993 | 2016 |
| Einwohnerzahl | 362  | 384  | 396  | 533  | 905  | 898  |

## Wirtschaft
Bis zum Anfang des 20. Jahrhunderts wurden in dem damals stark landwirtschaftlich geprägten Weißenbrunn hauptsächlich Hopfen, Kartoffeln und Getreide angebaut. Mittlerweile pendelt der größte Teil der beschäftigten Einwohner jedoch in den Großraum Nürnberg zur Arbeit ein, während sich im Ort selbst lediglich einige wenige Handwerksbetriebe etablieren konnten.

## Kultur und Sehenswürdigkeiten

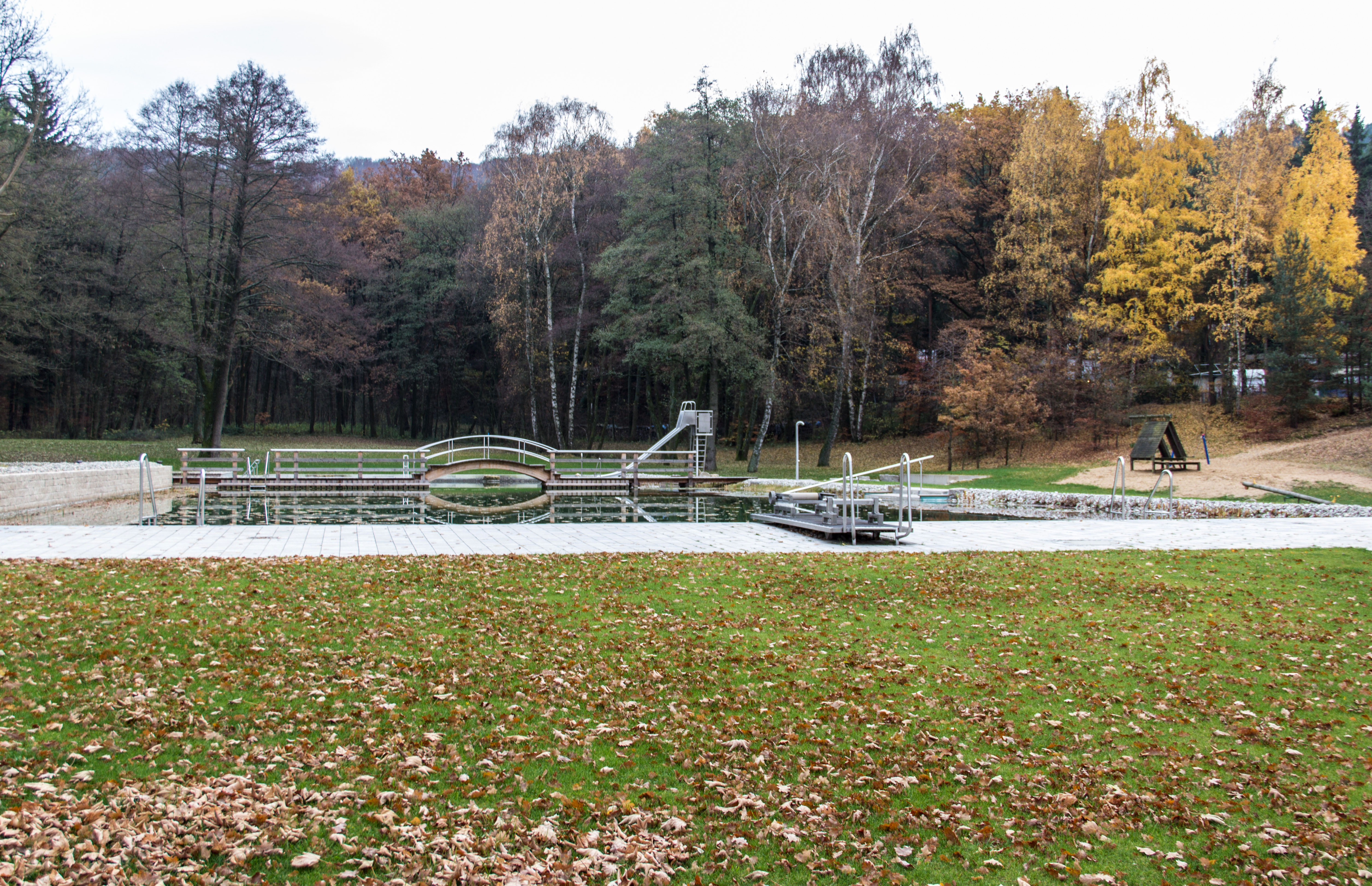
Das Naturbad Weißenbrunn

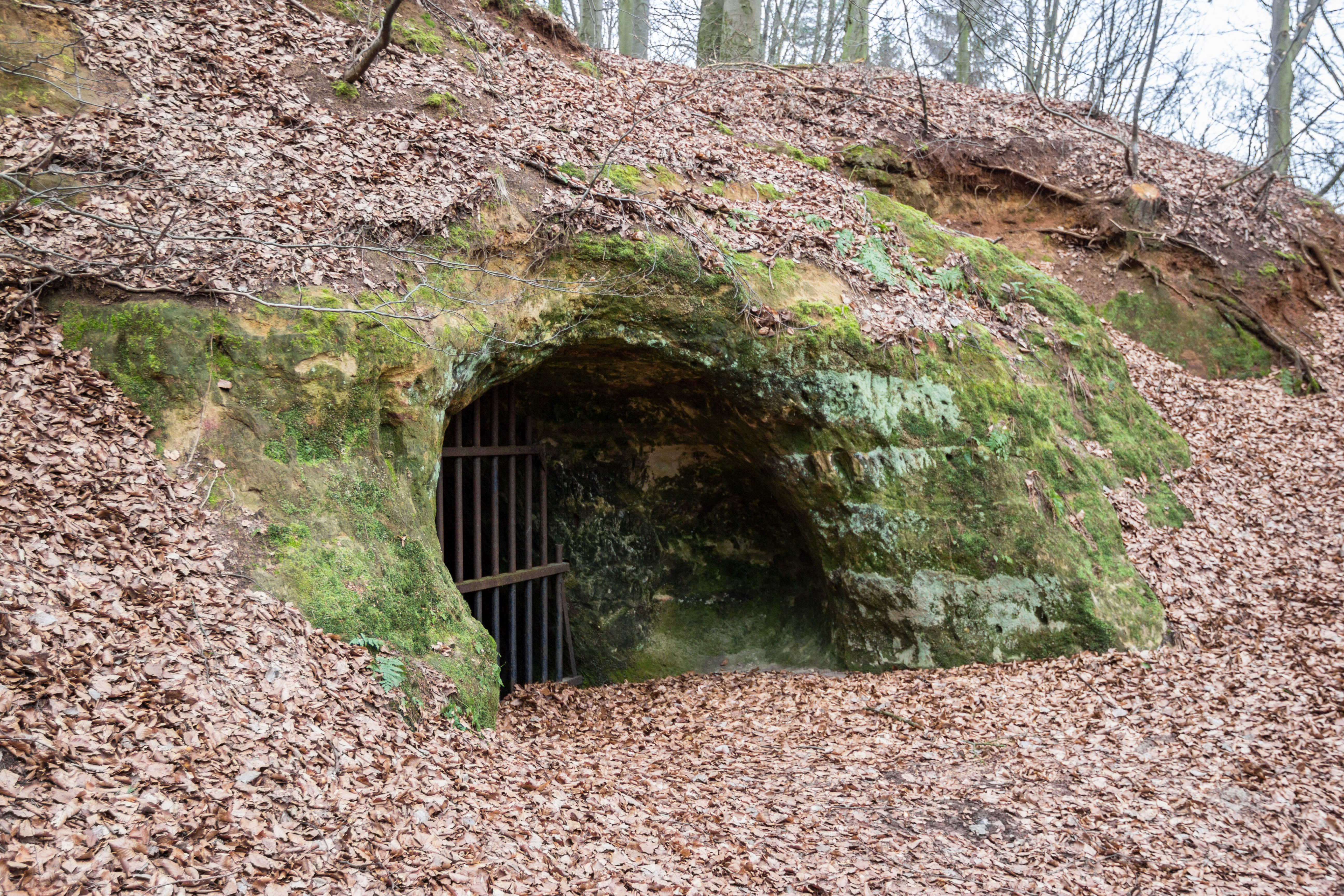
Das Heidenloch, eine durch Sandsteinabbau entstandene Höhle

In Weißenbrunn befinden sich einige Häuser, die als Baudenkmäler ausgewiesen sind.
Erwähnenswert ist auch das Naturbad, dessen Wasserzulauf der östlich des Ortes entspringende Bach Berglesgraben ist. Das Bad wurde aufwendig saniert, naturnah gestaltet und 2012 wieder eröffnet.
Im Umland gibt es einige vorchristliche Fundstellen sowie zahlreiche Silbersandhöhlen. Die bekannteste davon ist das Heidenloch, etwa einen Kilometer östlich vom Ortskern.

## Sport
In Weißenbrunn gibt es einen Fußballverein und hat drei Fußball- sowie drei Tennisplätze. Außerdem gibt es einen Tischtennisverein und eine Tanzgruppe.